# Leiopyrga octona
Leiopyrga octona is een slakkensoort uit de familie van de Trochidae. De wetenschappelijke naam van de soort is voor het eerst geldig gepubliceerd in 1891 door Tate.